# 约翰·麦克纳利 (拳击运动员)
约翰·麦克纳利（英語：John McNally，1932年11月3日—2022年4月4日），生于贝尔法斯特，爱尔兰男子拳击运动员。他曾代表爱尔兰参加1952年夏季奥林匹克运动会拳击比赛，获得男子54公斤级银牌。